# Vicenta Fernández-Montesinos
Pour les articles homonymes, voir Fernández et Montesinos.
Vicenta Fernández-Montesinos García, née à Grenade, en Espagne, le 9 décembre 1930 et morte à Madrid le 12 septembre 2023, est une écrivaine espagnole, exilée aux États-Unis sous l'Espagne franquiste, connue sous le nom de plume de Tica Fernández-Montesinos.
Elle est la nièce du poète Federico García Lorca, assassiné par les nationalistes en 1936 durant la guerre d'Espagne.

## Biographie
Née en 1930, fille de Concepción García Lorca, sœur de Federico García Lorca, et de Manuel Fernández Montesinos, maire de Grenade en 1936, elle vit sa jeunesse à la Huerta de San Vicente, propriété de la famille Lorca (même si l’article dédié raconte qu’elle appartenait aux García, la famille de l’arrière-grand-père maternel, depuis le xixe siècle). 
La vie de l'enfant change dramatiquement lorsqu'elle a six ans : son père, puis son oncle, sont assassinés en août 1936 par les nationalistes.
Durant l'été 1940, elle embarque avec sa famille survivante à bord du "Marqués de Comillas" à New York. Elle vit son exil dans cette ville. Elle revient à Madrid dans les années 1950 et s'installe définitivement dans la capitale espagnole.
Tica Fernández-Montesinos écrit deux livres de mémoires : le premier, en 2011, Notes deshilvanadas de una niña que perdió la guerra (2007) publié par Editorial Comares, maison d'édition située à Albolote, en Andalousie. Il s'agit du récit de son enfance avant la guerre d'Espagne dans la Huerta de San Vicente.
En 2018, elle publie un second ouvrage, El sonido del agua en las acequias, aux Éditions Dauro à Grenade, dans lequel elle raconte son exil aux États-Unis. 
Elle décède dans une résidence pour personnes âgées d'Aravaca, dans la Communauté de Madrid, le 12 septembre 2023 à l'âge de 92 ans.